# برج حوت
بُرج حوت (ماهی، ♓)، دوازدهمین برج فلکی از دایرةالبروج است.
حوت، دوازدهمین برج [خانهٔ] خورشید، قوسی ۳۰ درجه از دایرةالبروج است. این برج خط سیر خورشید در اسفند ماه به مدت ۲۹روز و ۲۲ساعت و ۵۷دقیقه و نام دیگر این ماه در گاهشماری خورشیدی نیز می‌باشد. میانگین شبانه‌روز لحظه تحویل برج حوت ساعت ۰۶:۵۲ روز ۳۰ بهمن است.
این برج دوهزار سال پیش، بیشتر از زمینه صورت فلکی حوت (ماهی یا دوماهی) می‌گذشت و به همین نام باقی ماند؛ ولی امروزه بیشتر آن از زمینه صورت فلکی دلو (ریزنده آب) می‌گذرد.
کلمهٔ حوت به معنی: ماهی است.
هنوز هم حتی در برخی مناطق ایران اسامی ماه‌ها را گاه با اسامی برج‌های فلکی می‌گویند و این امر در بین کشاورزان و در فرهنگ کشاورزی بیشتر کاربرد دارد؛ مثلاً در سمنان ماه اسفند را «اَفتُو وُ حود» (آفتاب و حوت) می‌گویند که در اصل به معنی ورودِ خورشید به صورت فلکی ماهی است.

سیاره این برج نپتون است و عنصر این برج آب است.

## منابع

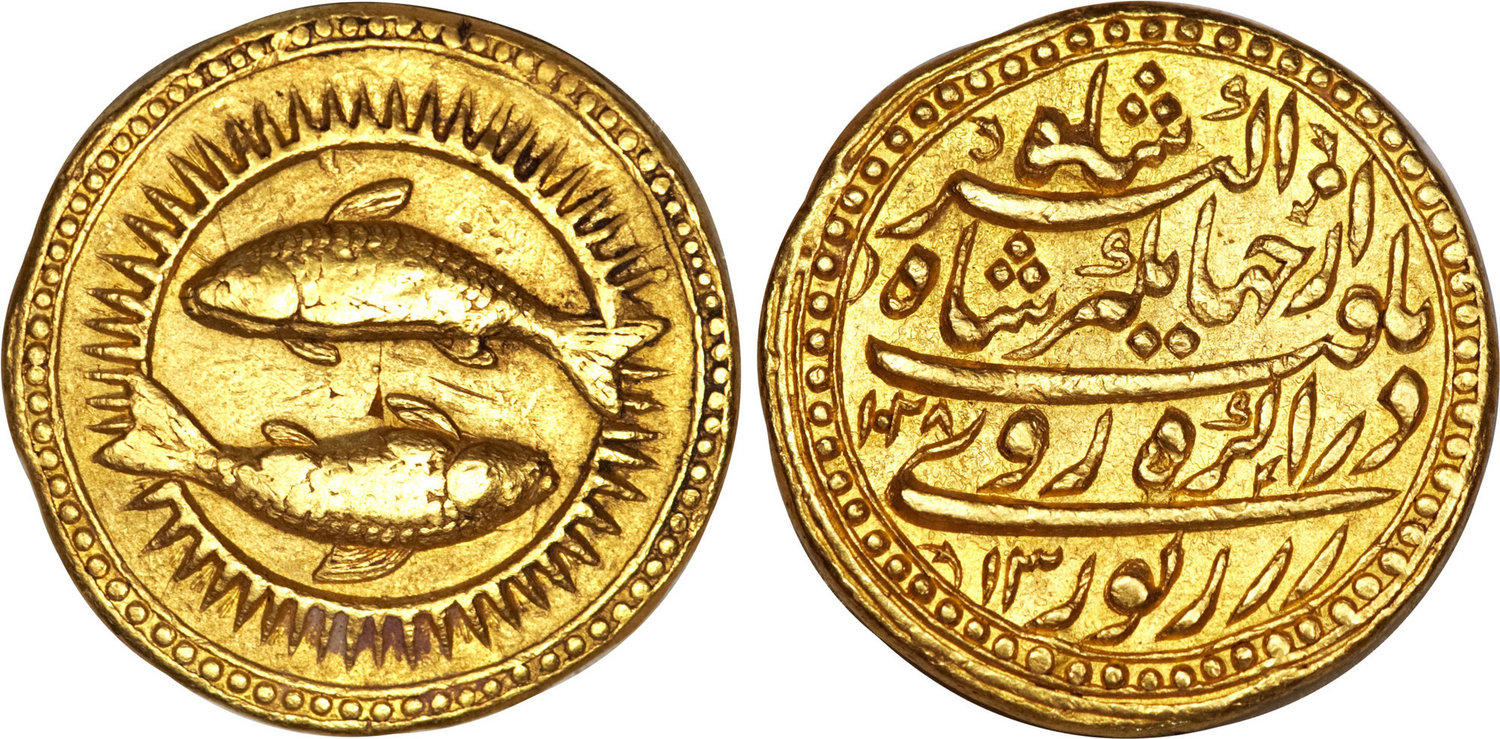
سکه یادبود جهانگیر شاه گورکانی با نقش خورشید در برج حوت

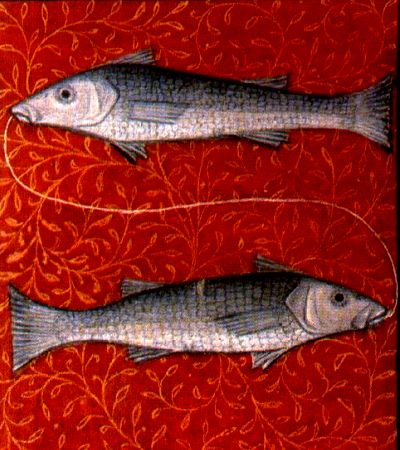
حوت

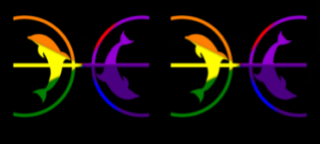